# Margraten (gemeente)
Margraten (uitspraakⓘ) is een voormalige gemeente in het zuiden van de Nederlandse provincie Limburg. De gemeente telde 13.370 inwoners (31 december 2010, bron: CBS) en had een oppervlakte van 5767 hectare. Op 1 januari 2011 werd de gemeente opgeheven en werd het een deel van de nieuwe gemeente Eijsden-Margraten.
De gemeente Margraten in haar laatst bekende verschijningsvorm, kwam bij de gemeentelijke herindeling op 1 januari 1982 tot stand. Op die datum werden de tot dan toe zelfstandige gemeenten Margraten, Cadier en Keer, Noorbeek, Mheer, Bemelen en Sint Geertruid, alsmede de kern Scheulder van de voormalige gemeente Wijlre, samengevoegd.

## Topografie

### Kernen
De gemeente Margraten telde 9 dorpen en 21 buurtschappen en gehuchten. Aantal inwoners per woonkern op 1 januari 2005:
| Nederlandse naam     | Limburgse naam     | Aantal |
| Margraten            | Mergraote          | 3831   |
| Cadier en Keer       | Keer               | 3667   |
| Sint Geertruid       | Se-Gietere         | 1392   |
| Noorbeek             | Norbik             | 1147   |
| Banholt              | Tebannet           | 1029   |
| Mheer                | Maer               | 966    |
| Eckelrade            | Ikkelder           | 580    |
| Bemelen              | Bieëmele           | 572    |
| Scheulder            | Sjuuëlder          | 349    |
| Herkenrade           | Herkenter          | 180    |
| Terlinden            | Terlinne           | 130    |
| Bergenhuizen / Schey | Bergenhoêze / Sjei | 120    |
| Gasthuis             | Gastes             | 120    |
| Honthem              | Hoontem            | 120    |
| Moerslag / Libeek    | Moersjelt / Liebik | 120    |
| Sint Antoniusbank    | Sint Antoniusbank  | 110    |
| Hoogcruts            | Ge Kruuts          | 90     |
| Termaar              | Termaar            | 90     |
| Bruisterbosch        | Bruusjterbusj      | 80     |
| 't Rooth             | 't Roeët           | 40     |
| (Bron: CBS)          |                    |        |

### Buurtschappen
Naast deze officiële kernen bevonden zich in de gemeente de volgende buurtschappen:

Berg, Groot Welsden, Klein Welsden, Schilberg, Terhorst, Ulvend, Vroelen, Wesch, Wolfshuis

### Aangrenzende gemeenten
| Aangrenzende gemeenten | Aangrenzende gemeenten | Aangrenzende gemeenten | Aangrenzende gemeenten | Aangrenzende gemeenten |
| ---------------------- | ---------------------- | ---------------------- | ---------------------- | ---------------------- |
| Maastricht             |                        | Valkenburg aan de Geul |                        |                        |
|                        |                        |                        |                        |                        |
|                        | Gulpen-Wittem          |                        |                        |                        |
|                        |                        |                        |                        |                        |
| Eijsden                |                        | Voeren (B)             |                        |                        |

## Zetelverdeling gemeenteraad
De gemeenteraad telde in 2002(?) 15 zetels , verdeeld over 4 fracties, te weten:
- CDA 6 zetels
- Samenwerkingsverband 5 zetels
- VVD 3 zetels
- Gemeentebelangen 1 zetel

NB: de combinatie PvdA, GroenLinks en D66 verloor in 2006 haar twee zetels. Op 2 februari 2006 besliste de Raad van State dat een lijstverbinding van PvdA, D66 en GroenLinks niet aan de gemeenteraadsverkiezingen mocht meedoen. Een vertegenwoordiger van deze combinatie van drie partijen was dertien minuten te laat bij het hoofdstembureau, om de kandidatenlijst in te leveren.